# Biserica de lemn din Bălțățeni

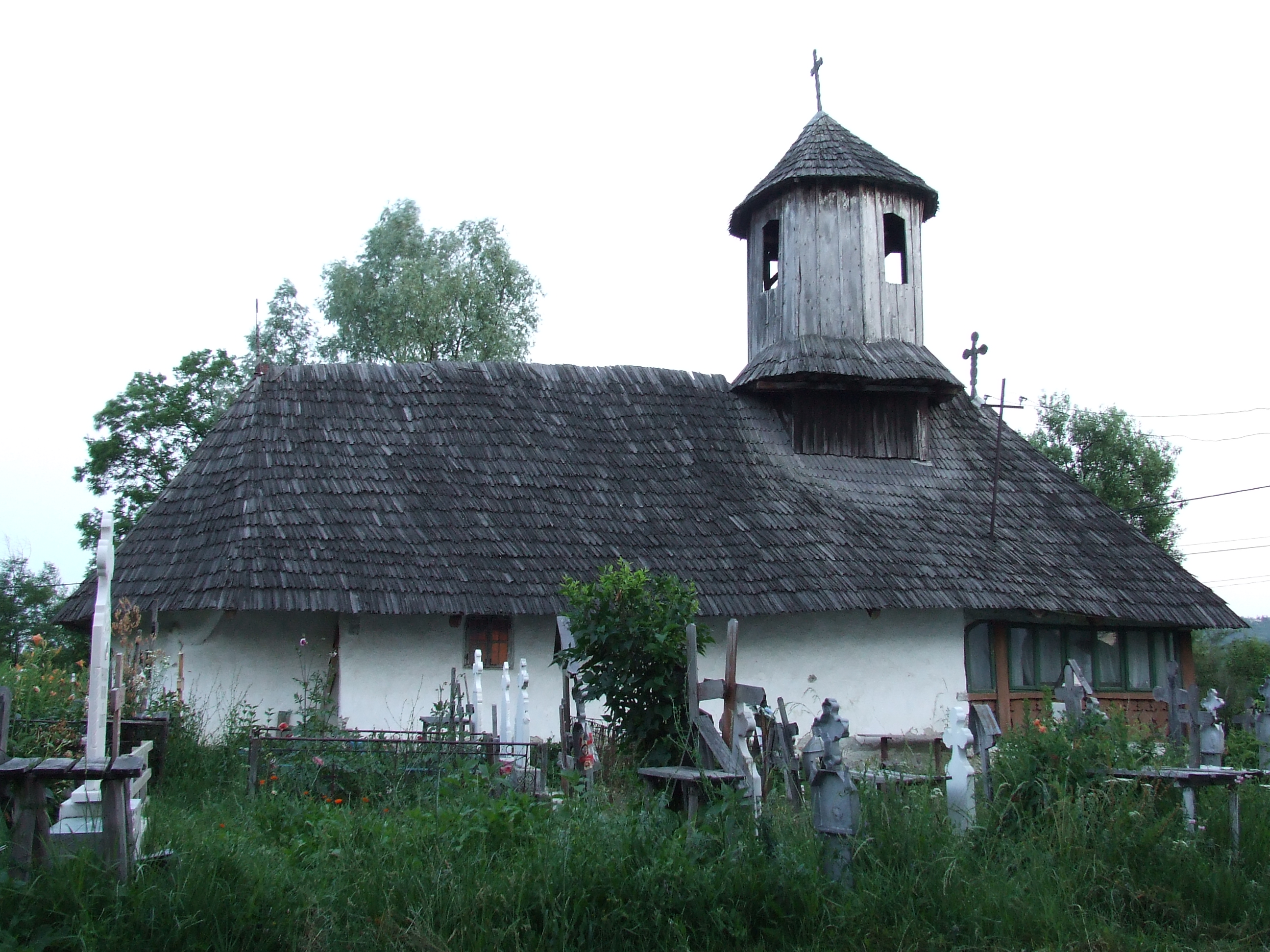
Biserica de lemn din Bălţăţeni, foto: 2009

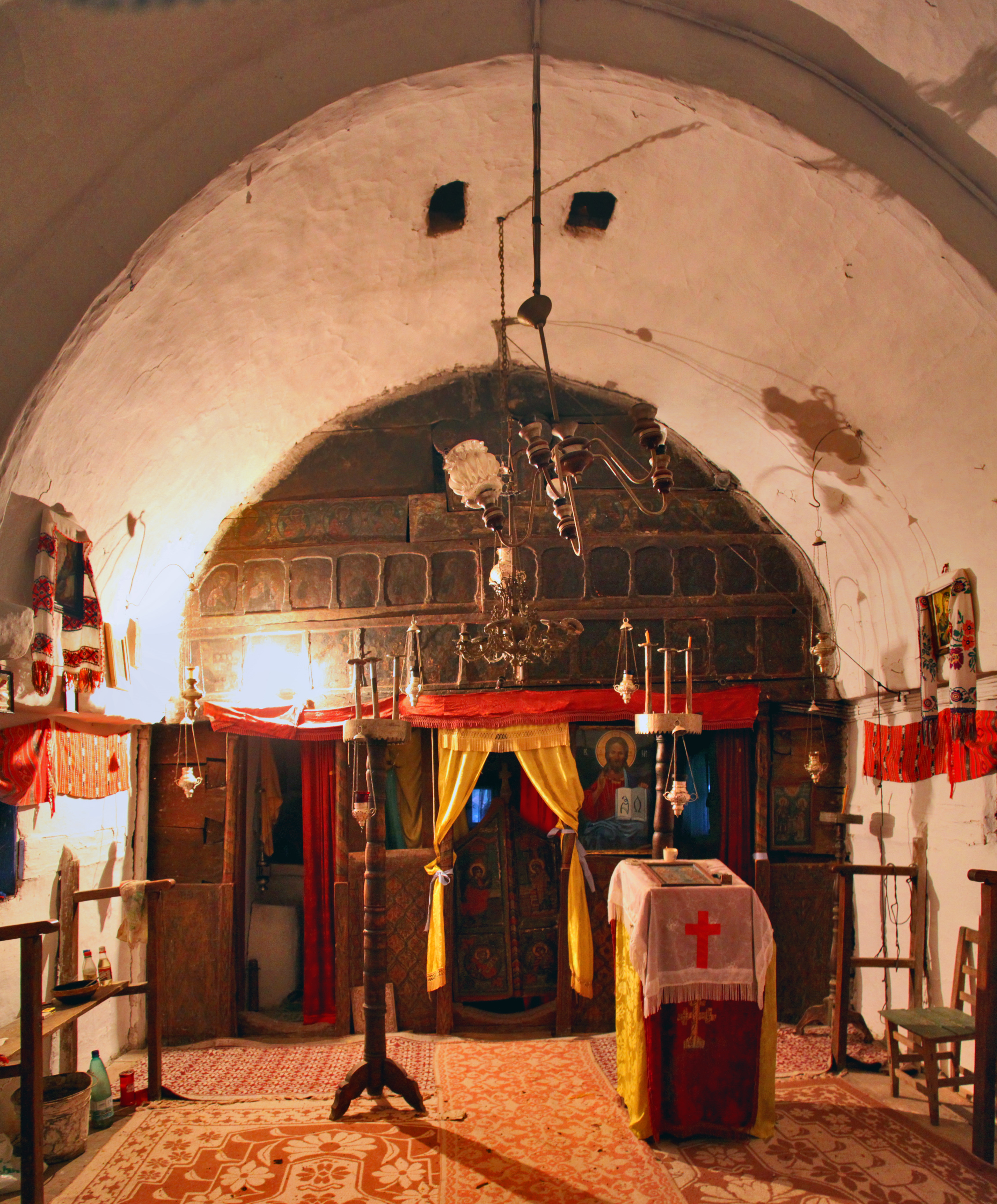
în naos, spre iconostas, foto: 2009

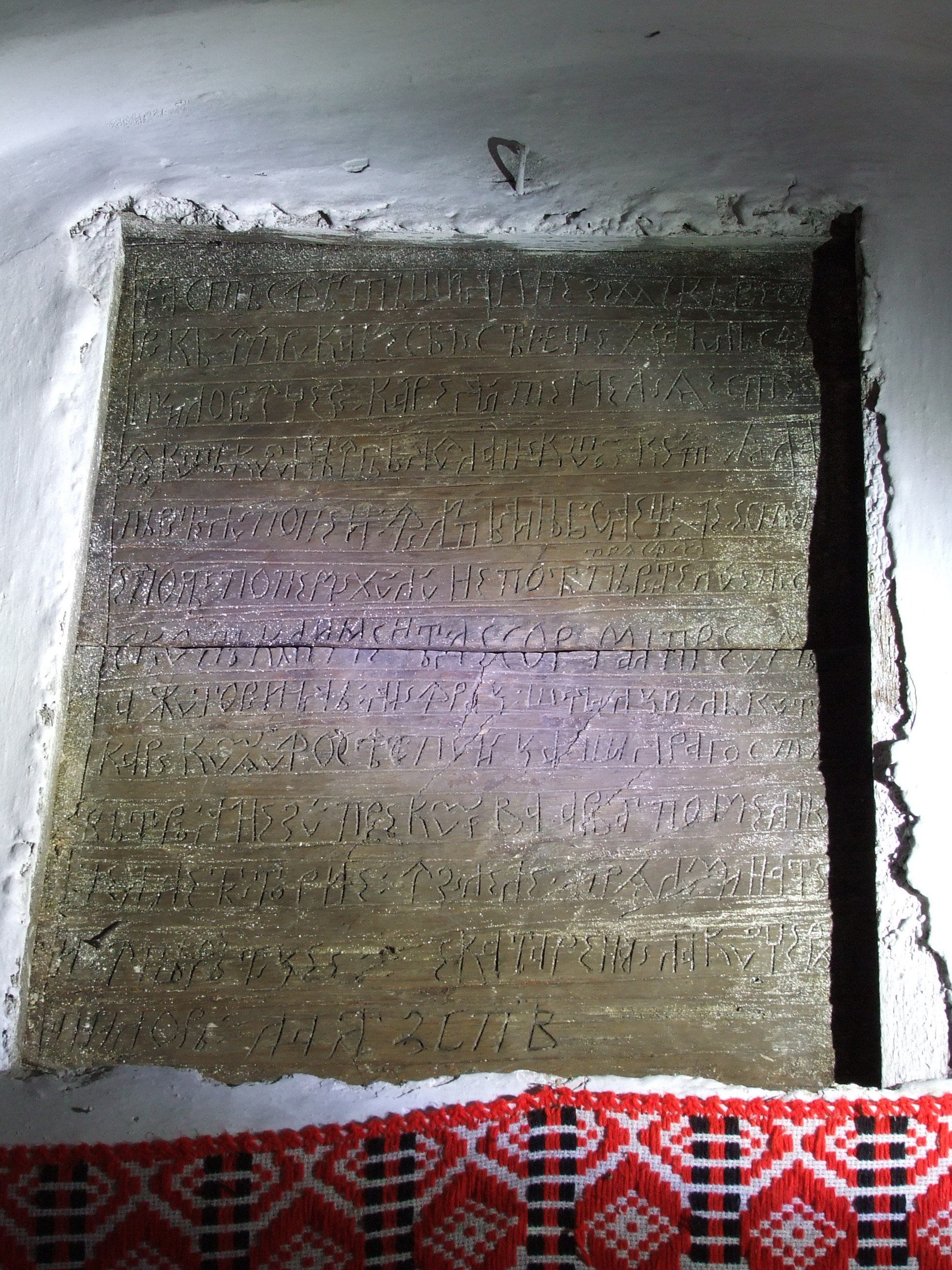
Pisania de deasupra intrării în naos. Foto: 2009

Biserica de lemn din Bălțățeni se află în localitatea omonimă, comuna Tomșani, județul Vâlcea. Biserica a fost ridicată în anul bizantin 7282, adică anii 1773-1774 de la Nașterea lui Christos. Poartă hramul „Sfânții Îngeri”. Biserica este înscrisă pe noua listă a monumentelor istorice, LMI 2004:  VL-II-m-B-09649.

## Istoric
Anul ridicării bisericii a fost transmis într-o „pisanie” peste intrarea în naosul bisericii. Textul însemnării, scris într-o grafie chirilică astăzi greu descifrabilă dar plină de farmecul limbii secolului 18, reține următoarele: „[A]ciastă sfăntă și Dumnezeiască besărică întru care să ci[n]steește hramul Sfinților Îngeri care din temeliia este făcută cu bună îngăduiala și cu to[a]t[ă] cheltuiala părintelui Popei Filip din Bodești ce este nepot Popei Mihuilui nepot pre sfi[n]ț[ia] sa părintelui epiiscop Clement de sor[ă] mai pe urmă ajutorind din frați și di alți lăcuito[ri] care cum ia fost [sil]ința și dragostia cătră D[u]mnez[ă]u precum va arăta pomelnicu cel de ctitorie, în zilele pria luminatei înpărățese Ecatarena de la curgeria anilor la leat 7282.” Anul construcției este redat în era bizantină 7282, adică anii 1773-1774 ai erei noastre, în anii ocupației militare ruse, pe timpul împărătesei Ecateriana. Ctitorul principal este preotul Popei Filip din Bodești, nepot de soră a fostului episcop Clement al Râmnicului. 

## Imagini

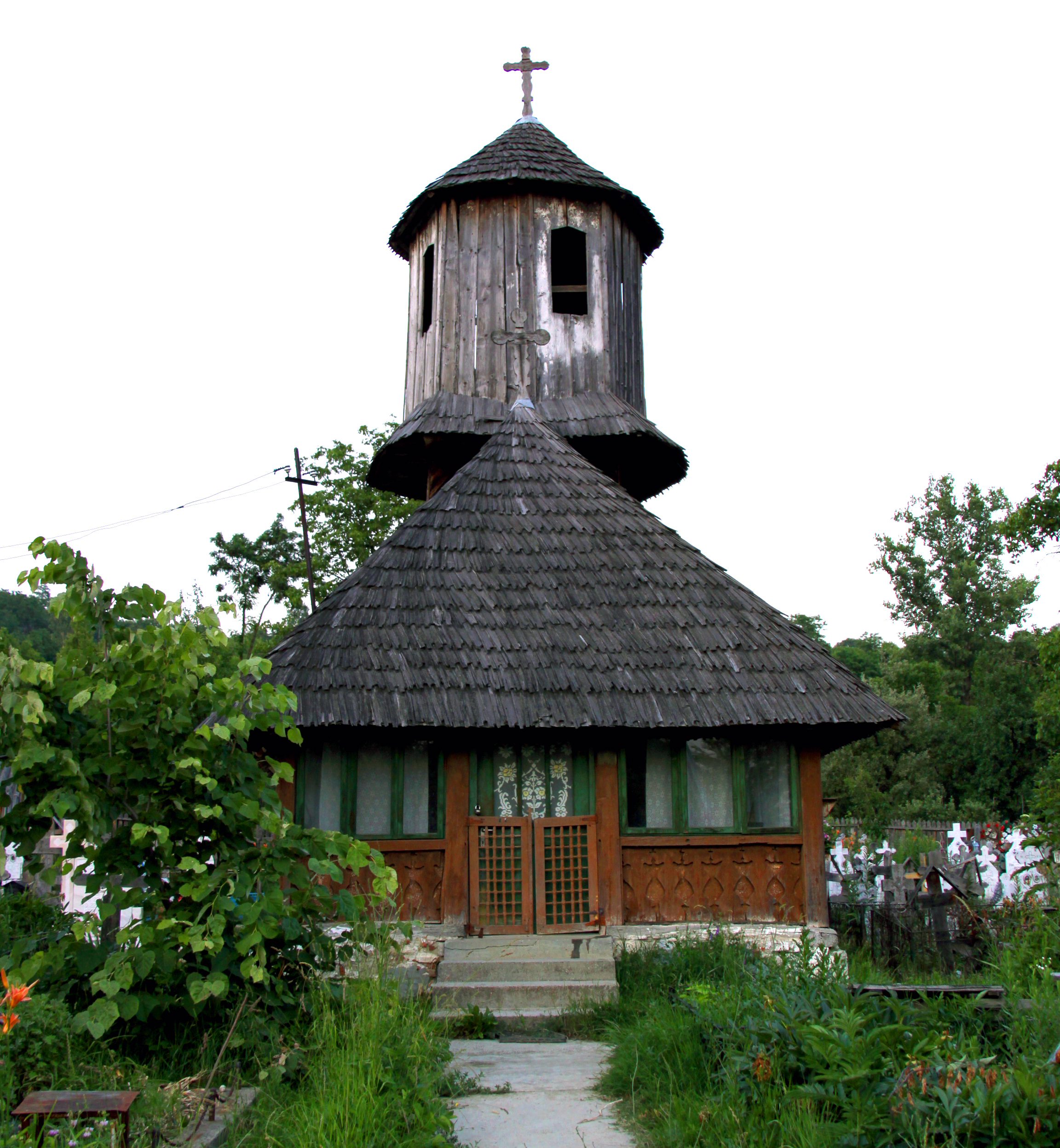
faţada de vest
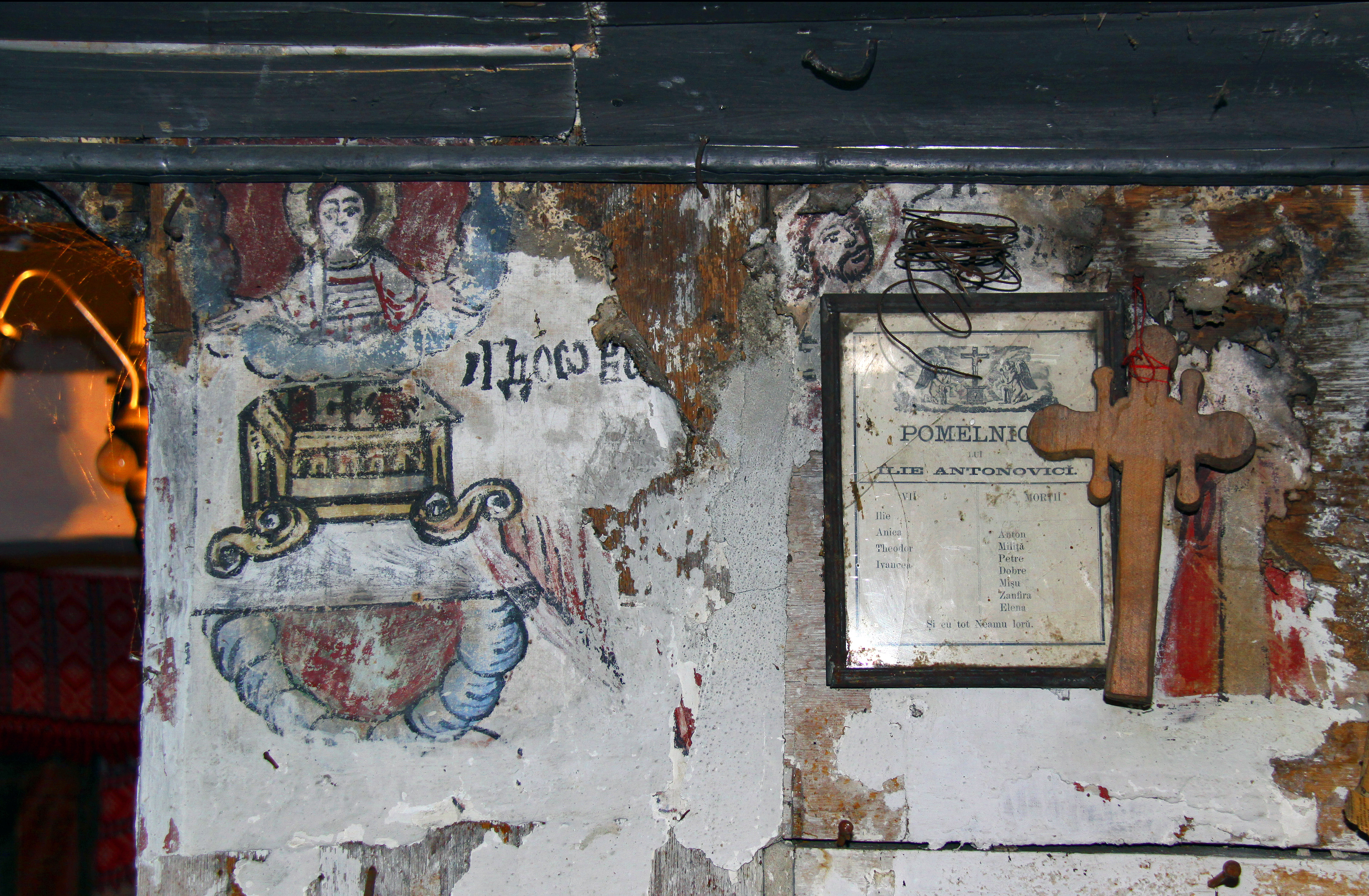
la intrare
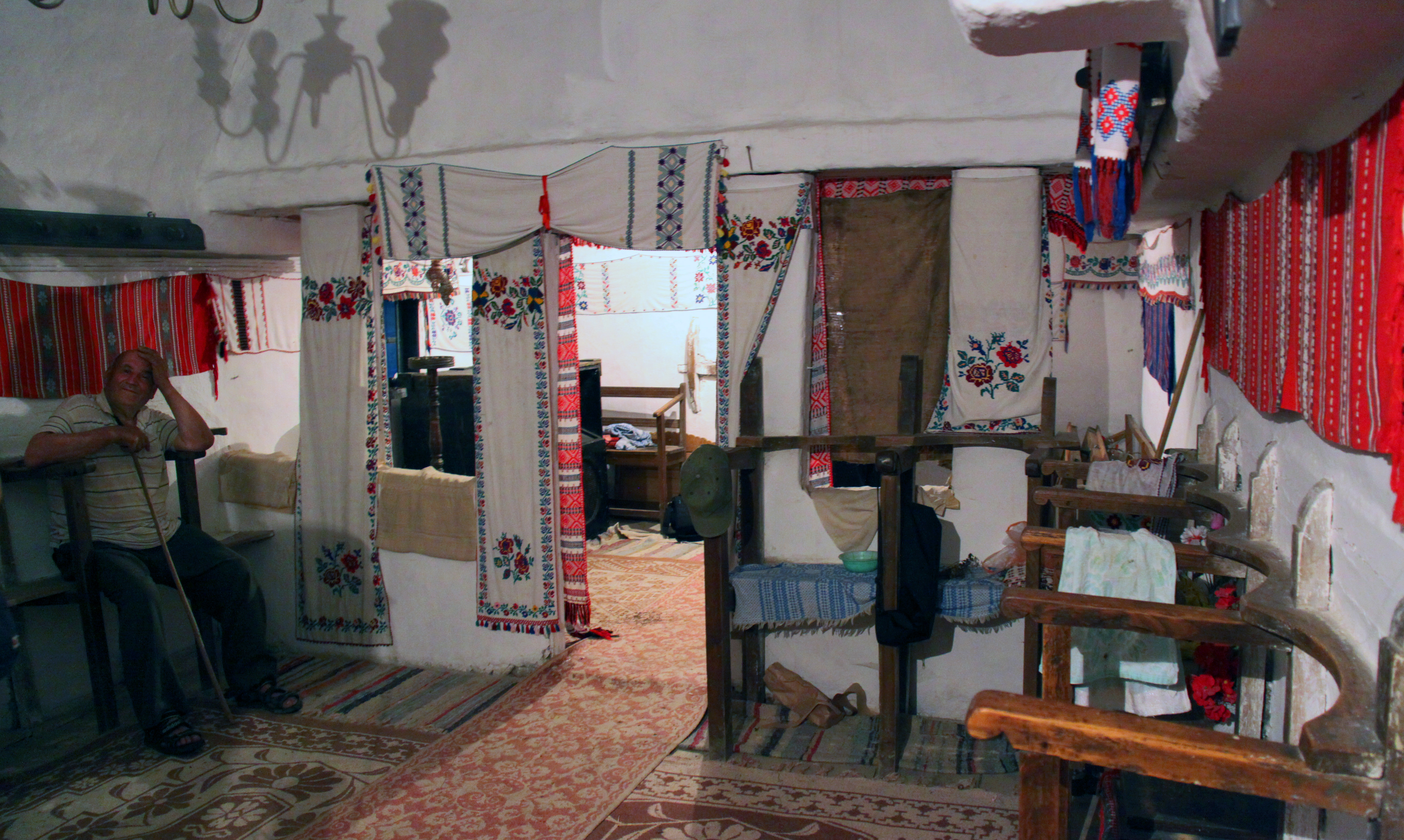
în naos
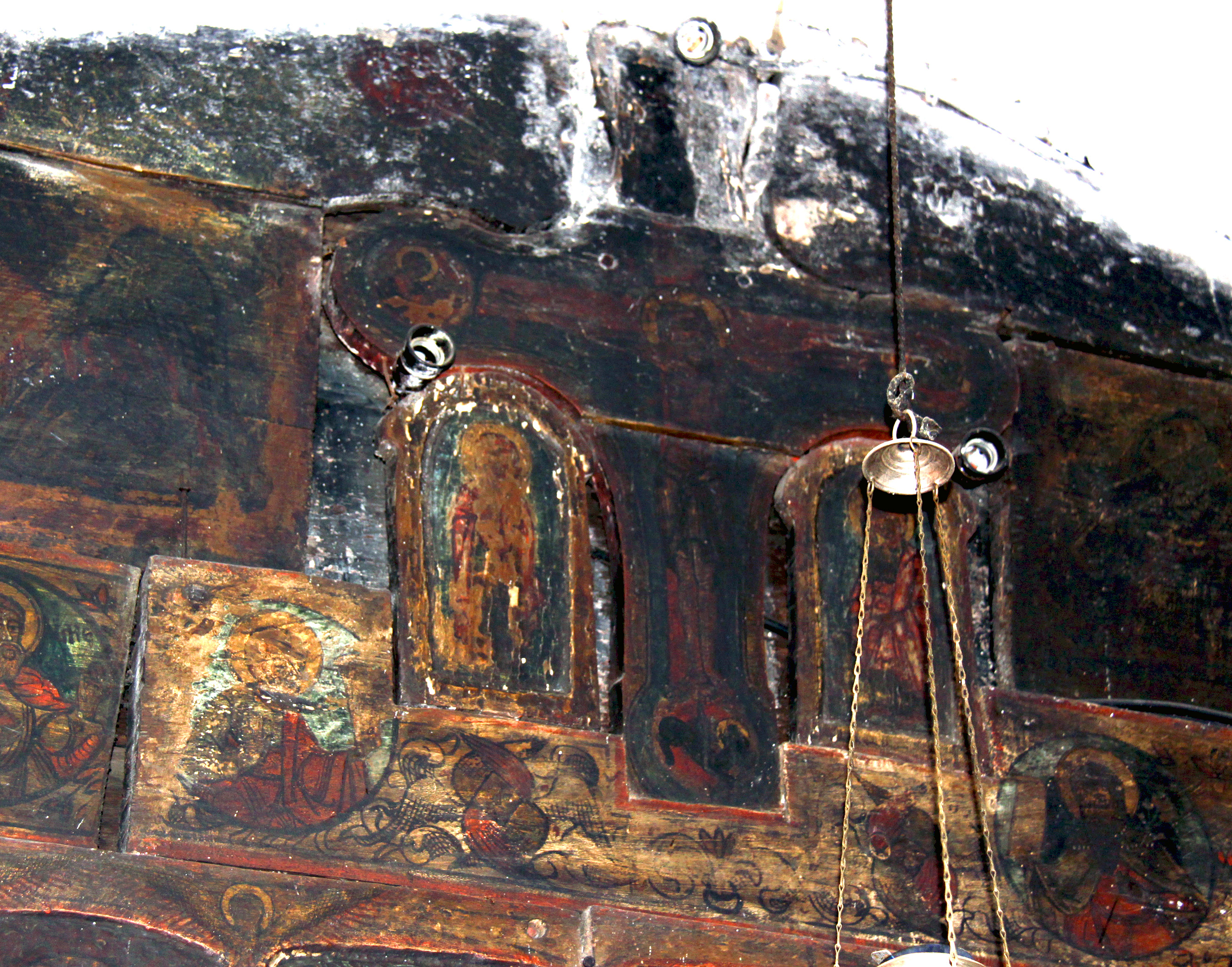
cruce şi molenii
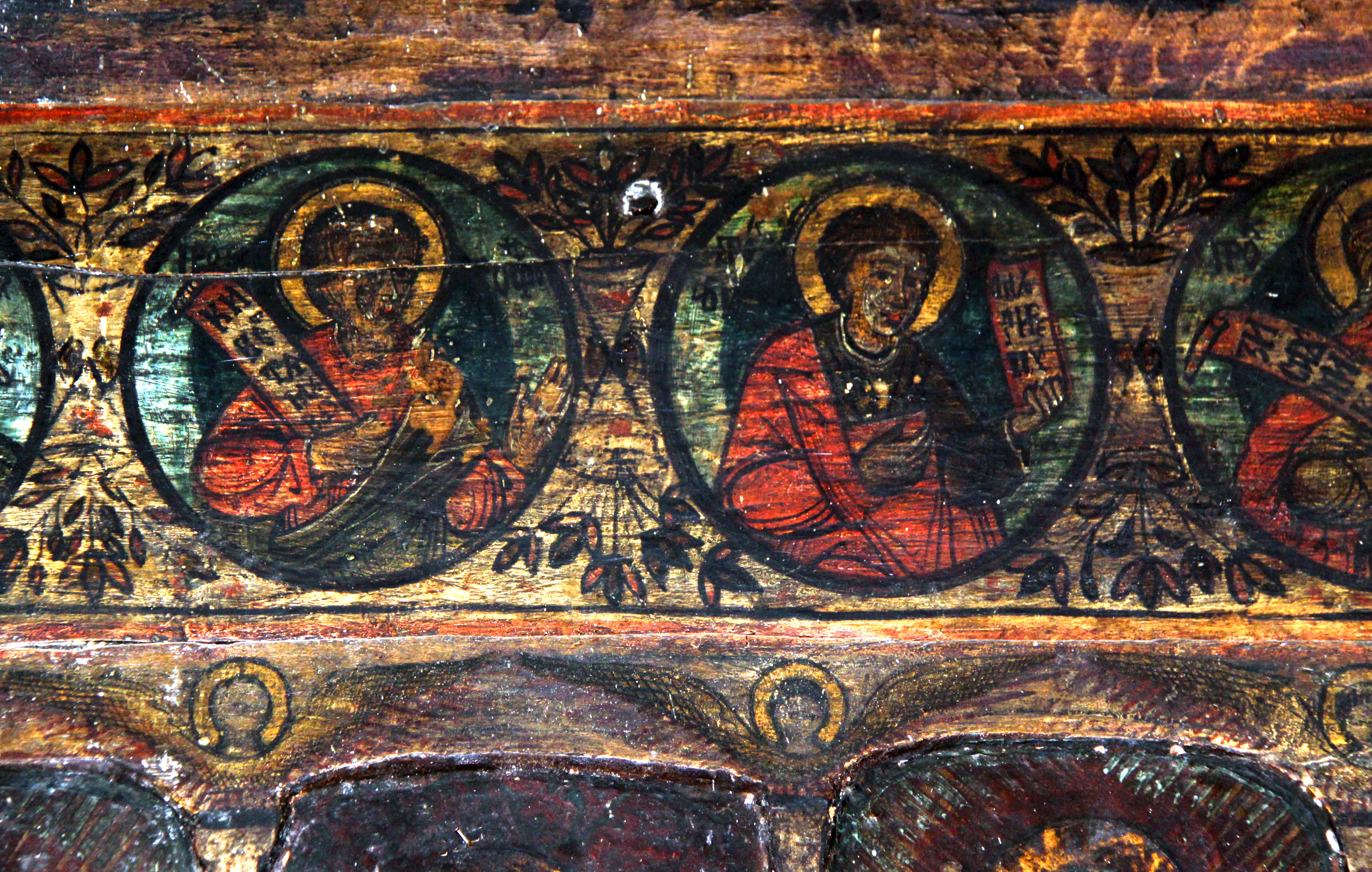
prooroci pe iconostas
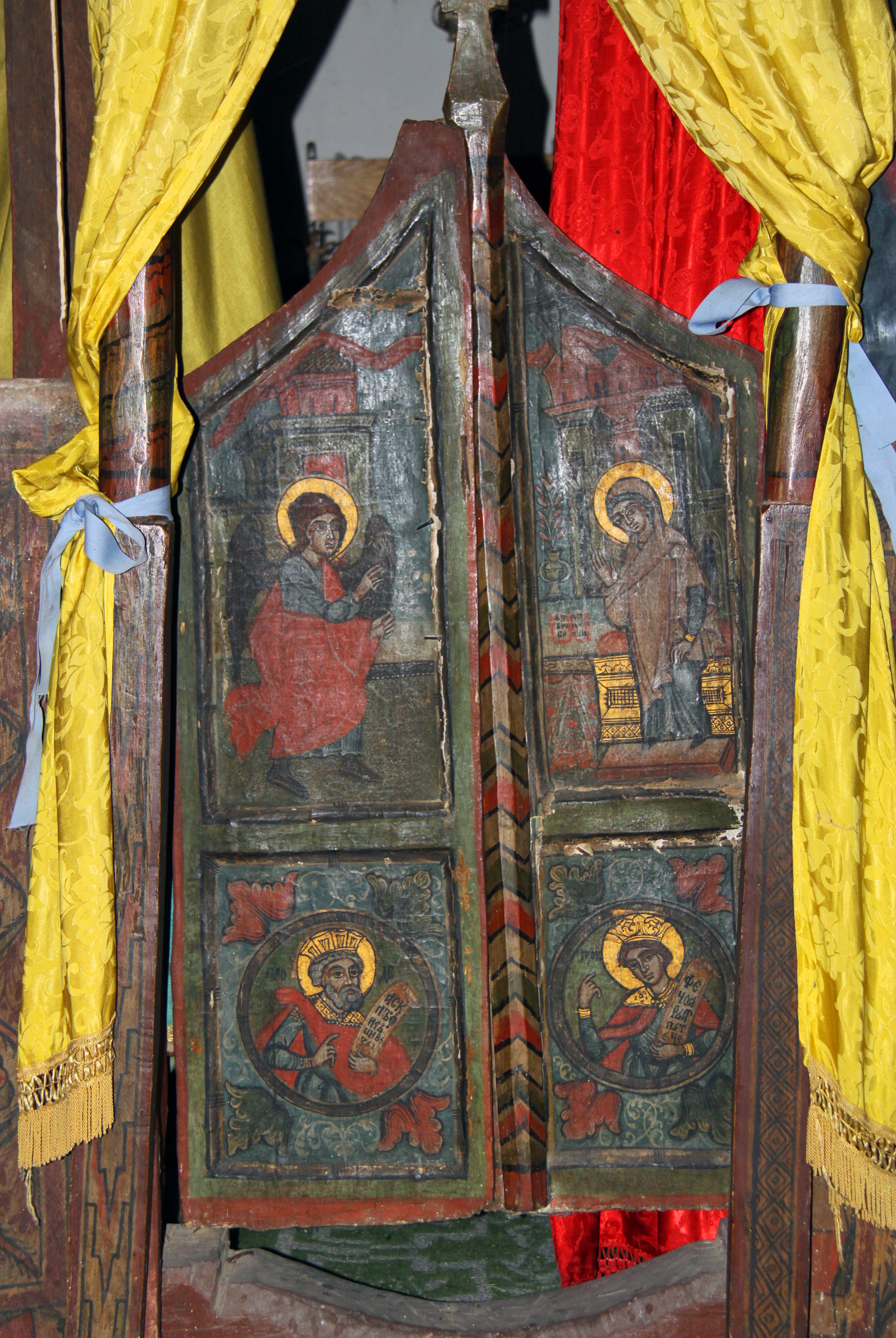
uşile împărăteşti